# アポロニアのイソクラテス
イソクラテス（希：Ισοκράτης、ラテン文字転記：Isocrates、紀元前4世紀）はアポロニア生まれの弁論家であり、同名の弁論家イソクラテスの弟子である。
アポロニアのイソクラテスはカリアの太守マウソロスが紀元前353年に死んだ時にその妻アルテミシアが夫を讃えるために催した大会に出場しており、当時の弁論家の中ではひとかどの人物であったようである。スーダ辞典にはイソクラテスの作とされる五つの弁論の題が言及されているが、そのどれも現在残っていない。また、アポロニアのイソクラテスを師のイソクラテスが言及した『弁論術』（τέχνη ῥητορική）の著者であると考えている者もいる。

## 註
1. ↑  アウルス・ゲリウス, 10. 18